# Tielman Brothers

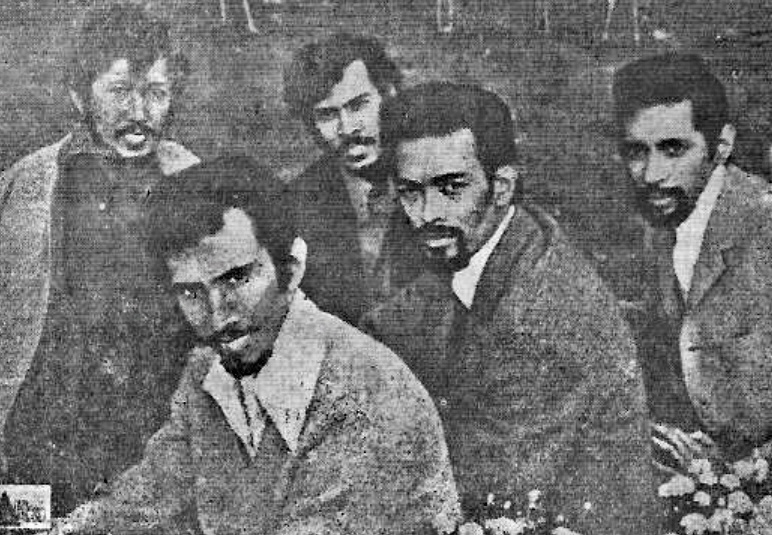
Die Tielman Brothers im Jahr 1968

Die Tielman Brothers waren eine niederländisch-indonesische Band. Da sie schon in den 1950er-Jahren stilistische Elemente des Rock ’n’ Roll und R&B mit indonesischen Musikstilen wie Kroncong kombinierten, gelten sie heute als Wegbereiter des Indorock, aber auch als Pioniere des Rock ’n’ Roll in den Niederlanden.

## Geschichte

### Jugend und Zeit in Surabaya
Die vier Brüder Andy, Reginald (kurz: Reggy), Ponthon, Loulou und deren Schwester Jeanette Loraine (kurz: Jane) verbrachten ihre Jugend zur Spätzeit des niederländsichen Kolonialismus in Indonesien in der Stadt Kupang in der Provinz Ost-Nusa Tenggara, aber auch zeitweise im javansichen Surabaya. Deren Vater Hermann Dirk Tielman war als Kapitän bei der Kolonialarmee tätig und selbst musikalisch aktiv. Infolge der japanischen Invasion Javas geriet Hermann Dirk Tielman zeitweise in Kriegsgefangenschaft, während die Mutter Flora Lorine Hess bei den Kindern blieb. Nach der Rückkehr des Vaters aus der Kriegsgefangenschaft und der indonesischen Unabhängigkeit im Jahr 1945 entspannt sich die zuvor schwierige finanzielle Situation der Familie. Die Geschwister erlernten Musikinstrumente und begannen unter dem Namen Timor Rhythm Brothers erste Konzerte in Surabaya und anliegende Städten zu spielen. Die Zeitung Nieuwe Courant berichtet im September 1948 von gut besuchten Konzerten, bei denen sie Jazz-Stücke, sowie traditionelle ostindonesische Lieder und Tänze aufführten. Im Jahr 1949 folgten Auftritte in anderen Regionen Indonesiens wie Sulawesi, Timor, Sumatra sowie ein erstes Auslandlandskonzert in Singapur. In den 1950ern tritt die an Bekanntheit gewinnende Band auch im Palast des Präsidenten Sukarno sowie zum Anlass des Abzugs der niederländischen Truppen aus Indonesien auf. In Folge der zunehmend anti-niederländischen Stimmung im Land entscheidet sich die Familie 1956 zum Umzug die niederländische Stadt Breda.

### Zeit in Europa
Nach ihrer Ankunft in Europa trat die Band zunächst bis unter den Namen The Four Tielman Brothers und The 4 T´s, dann unter The Tielman Brothers auf. Die 1958 aufgenommene Single „Rock Little Baby of Mine“ gilt als erste niederländische Rock ’n’ Roll Aufnahme überhaupt. Mit mit ihrem als 'wild' wahrgenomenen Auftritt auf der Weltausstellung von Brüssel 1958 inklusive Gitarrenspiel mit den Zähnen oder hinter dem Rücken und Werfen von Instrumenten erregten sie auch international Aufmerksamkeit. Um 1960 spielten sie mehrere Auftritte in Hamburg. Dort hatten sie auch Kontakt mit den Quarrymen, aus denen später die Beatles hervorgehen sollten. Zwar erschienen im Laufe der 1960er-Jahre zahlreiche Singles mit englischen, indonesischen und deutschen Texten. Der große kommerzielle Erfolg bliebt jedoch aus. In Europa hatten sie häufig mit rassistischen Ressentiments zu kämpfen. Im Jahr 1964 erlitten die beiden Gitarristen Andy und Reggy einen schweren Verkehrsunfall, in dessen Folge sie längere Zeit nicht Gitarre spielen konnten. Ab dieser Zeit durchlief die Band zahlreiche Besetzungwechsel, Auflösungen und Neugründungen.

### Neugründungen
In den 1970ern war die Band inaktiv, nachdem Andy Tielman als einziges durchgängiges Bandmitglied frustriert von der Musikindustrie in eine abgelegene Region Kalimantans gezogen war. Nach einem weiteren Umzug nach Australien begann er wieder zu musizieren und leitete  nach der Auflösung der ursprünglichen Tielman Brothers (1957–1969) weitere Bands wie Andy Tielman and his Indonesians (1969–1971) und Andy Tielman & The Tielman Brothers (1975–1981). Bei der von 1972 bis 1974 bestehenden Band Loulou Tielman & The Tielman Brothers waren neben dem namensgebenden Loulou auch die Tielman-Geschwister Reggy und Jane, aber nicht Andy, beteiligt.